# Never, Never, Land
Never, Never, Land è il secondo album discografico degli Unkle, pubblicato nel 2003 dalla Mo' Wax.
Nell'ottobre 2004 è stata pubblicata una nuova edizione chiamata Never, Never, Land Revisited.

## Sample
Le tracce dell'album contengono diversi audio-sample tratti dai film L'ultima profezia, Allucinazione perversa, L'uomo che fuggì dal futuro, La sottile linea rossa.
In Panic Attack viene campionato il beat del brano She's Lost Control dei Joy Division.
In Inside viene invece campionato il beat di un altro brano dei Joy Division, ossia New Dawn Fades.

## Tracce
Versione originale e CD 1 di Never, Never, Land RevisitedInside Out:
1. "Back And Forth" – 0:54 (in pregap)
2. "Eye For An Eye" – 5:45
3. "In A State" (featuring Graham Gouldman) – 6:59
4. "Safe In Mind (Please Get This Gun From Out My Face)" (featuring Josh Homme) – 6:21
5. "I Need Something Stronger (featuring Brian Eno & Jarvis Cocker)" – 4:16
6. "What Are You To Me?" (featuring Joel Cadbury dei South) – 6:45
7. "Panic Attack" – 5:13
8. "Invasion" (featuring 3D) – 5:15
9. "Reign" (featuring Ian Brown e Mani) – 5:32
10. "Glow" (featuring Joel Cadbury dei South) – 4:19
11. "Inside" (featuring Grant Nicholas) – 8:20

CD 2 di Never, Never, Land RevisitedInside Out
1. "Blackout" – 6:50
2. "Tracier" – 2:09
3. "Panic Attack (Ape Sounds Remix)" – 6:08
4. "Reign (Anagram - Psychonauts Remix)" – 9:44
5. "In A State (DFA Remix)" – 11:59
6. "Invasion (Medway Vs Eva Coast to Coast Remix)" – 8:41
7. "Have You Passed through This Night?" (Remix di Eye for an Eye) – 9:35
8. "Glow (Hybrid Remix)" – 7:58
9. "In A State (Sasha Remix)" – 11:04